# José María Jiménez
José María Jiménez Sastre (El Barraco, Ávila, 6 de fevereiro de 1971 - Madrid, 6 de dezembro de 2003), apelidado O Chava, foi um ciclista espanhol profissional entre os anos 1992 e 2002, durante os quais conseguiu 28 vitórias.
Os seus maiores sucessos desportivos conseguiu-os na Volta a Espanha onde, em suas diferentes participações, conseguiu nove vitórias de etapa e obteve 5 em quatro ocasiões a classificação de montanha, além de um pódio em 1998 e a Regularidade em 2001. Também obteve o Campeonato da Espanha de ciclismo de estrada na edição de 1997.
É um dos produtos da filial de ciclistas da Fundação Provincial Desportiva Víctor Sastre, situada em El Barraco (província de Ávila). Ademais, era o cunhado de Carlos Sastre, ganhador do Tour de France de 2008.

## Biografia
Desde os seus inícios no ciclismo destacou como escalador, a sua especialidade favorita. Os seus maiores momentos levou-as a cabo na montanha, bem como os seus triunfos mais importantes. Pelo contrário; a contrarrelógio era seu ponto mais débil.
Os seus começos no ciclismo estavam sócios à equipa juvenil Peña Ángel Arroyo, formado em honra do sua paisano Ángel Arroyo, quem fora segundo no Tour de France de 1983. Dessa primeira equipa passou à Caja Rural Salamanca e finalmente ao Banesto, no que, como aficionado, somou 12 triunfos, entre eles, o mais destacado, no Circuito Montañes em 1992, quando só contava com 21 anos.
Começa a destacar no ciclismo aos 23 anos, quando na temporada de 1994 começa a somar numerosos triunfos. Tanto dentro da equipa Banesto como no mundo do ciclismo espanhol se lhe compara com Perico Delgado e se lhe assinala como possível seguidor de Miguel Induráin em triunfos futuros. A sua primeira actuação como profissional foi um terceiro posto na Subida ao Naranco em 1993.
Chegou ao ciclismo profissional no mês de junho de 1993, quando a equipa Banesto lhe apresentou como neoprofissional para a temporada internacional que começava. Nesse dois ano 1993 não atinge individualmente nenhum triunfo, mas as suas contribuições como gregário foram apreciadas por José Miguel Echávarri dentro de uma equipa que contava como figura principal com Miguel Induráin.
Em 1994, os seus triunfos individuais começam com a vitória na Subida a Urkiola; uma etapa no Memorial Luis Ocaña; uma vitória de etapa e no geral final da Volta à La Rioja, no mês de setembro, prova na que se colocou por adiante do suíço Alex Zülle. Poucas datas depois, completava a temporada com o triunfo no Memorial Galera, edição XXII, disputada em Granada e na que terminou por adiante de Perico Delgado no ano da sua despedida.
Em 1995 destaca o seu triunfo na etapa rainha da Volta à Catalunha, o triunfo com a equipa de Banesto no Campeonato da Espanha de Fundo em Estrada, no que fica segundo por trás de Jesús Montoya e adiante de Vicente Aparicio. Com essa vitória ficaria acreditado para ir aos Mundiais da Colômbia, prova que ganhou Abraham Olano, se proclamando campeão do Mundo de Fundo em Estrada, seguido de Miguel Induráin. O Chava Jiménez ocuparia o posto 13 em Duitama. Nesse ano estreiou pela primeira vez no Giro d'Italia. Não foi uma carreira que se lhe desse especialmente bem já que das duas edições que correu, este foi seu melhor ano terminando no posto 26.º da geral.
Em 1996, Jiménez é operado na clínica universitária de Pamplona de uma fractura de clavícula esquerda. A lesão produziu-lha na Clássica de Alcobendas a 12 de maio de 1996. Nesse ano voltaria a ser operado, nesse caso de próstata, na clínica Porta de Ferro de Madri. A operação levou-se a cabo em junho e um mês depois seguiria com complicações pelo mesmo tema. Nesse mesmo ano significaria a sua primeira participação na Volta a Espanha, finalizando 12.º na classificação geral e terminando quarto na 19.ª etapa. Também participa pela primeira vez no Tour de France terminando 57.º na geral.
Em 1997 foi o ano em que se deu a conhecer a título individual. Foi ganhador do Campeonato da Espanha de ciclismo de estrada e ganhou uma etapa da Volta a Espanha, bem como a classificação da montanha. Foi na Volta, precisamente, onde obteve os seus maiores sucessos, atessorando nove triunfos parciais e sendo ganhador da classificação da montanha em quatro ocasiões e da classificação por pontos numa. Naquele mesmo ano finalizou 8.º no Tour de France. Também nesta temporada, Jiménez anotar-se-ia a 4 de maio a vitória final na Volta à La Rioja, o que suporia o seu segundo triunfo na competição (primeira em 1994).
Em 1998 inicia no ano anotando-se a 3.ª etapa da Dauphiné Libéré e a sua actuação no Tour de France desse mesmo ano se salda com a retirada na 16.ª etapa, na que acabariam deixando a competição todas as equipas espanholas. Já na Volta a Espanha termina 3.º por trás do seu colega Abraham Olano e de Fernando Escartín, 1.º e 2.º respectivamente. Naquele mesmo ano, ganhou pela segunda vez consecutiva a classificação da montanha, além de vencer nas etapas 6.ª, 11.ª, 12.ª e 16.ª, todas elas com final em alto. Na Volta sempre teve bons resultados obtendo em dita carreira em suas participações; nove triunfos parciais e em nove ocasiões se vestiu o maillot de campeão da montanha e numa a classificação por pontos.
Em 1999 terminou num meritório 5.º posto na classificação geral da Volta a Espanha, além de repetir o triunfo na classificação da montanha. Assim mesmo, Jiménez resultou um dos protagonistas da 8.ª etapa, na qual se ascendeu pela primeira vez o duro porto de L'Angliru e no que Jiménez conseguiu vencer depois de dar alcance durante a subida ao russo Pavel Tonkov. Nesse ano foi de novo ao Giro d'Italia e foi segundo na 8.ª etapa que acabava no Grande Sasso d'Itália (L'Aquila) por detrás unicamente do também falecido Marco Pantani.
Em 2000 no Tour de France foi segundo numa trepidante 15.ª etapa na que, Jiménez, depois de vários minutos de escapada e a poucos quilómetros da meta, seria atingido e adiantado por Marco Pantani que terminaria ganhando esta épica etapa. O Chava também foi terceiro na 10.ª etapa, conquanto na classificação geral só pôde acabar no posto 23.º.
Em 2001 na Volta a Espanha consegue o seu quarto triunfo na classificação da montanha e o primeiro na classificação por pontos, consequência directa dos três triunfos de etapa conseguidos, nas jornadas 8.ª, 11.ª e 12.ª, todas finalizadas em alto. Também foi segundo em outra e duas vezes quarto.

## Legado
Em seu palmarés figuram também triunfos de etapa em voltas curtas como a Volta às Astúrias, o Dauphiné Libéré e a Volta à Catalunha, carreira esta última na que venceu em 2000 e foi 3.º em 1999.
Era considerado um ciclista impulsivo e individualista, chegando a atacar em condições pouco favoráveis para a equipa, o que lhe levou a manter confrontos com alguns colegas de equipa, como sucedeu por exemplo durante a disputa da Volta a Espanha de 1998 com o chefe de fileiras da equipa, Abraham Olano.
Retirou-se do ciclismo profissional em 2002, aflingido de uma forte depressão.
Faleceu em Madrid a 6 de dezembro de 2003, por causa de um paragem cardíaca. O 'Chava' deixava assim órfão ao ciclismo desses heróis anónimos que escapam a toda a lógica dos chefes de equipa. Para sempre ficará essa imagem de ciclista humano, capaz de arrasar a qualquer numa etapa de montanha e ao dia seguinte se deixar uma autêntica 'minutada' numa contrarrelógio; essas acões no Angliru ou na estação de Pal. O destino quis que mal dois meses e uma semana depois também dissesse adeus outro dos melhores da história desse desporto, o legendário ciclista italiano, Marco Pantani, morto em estranhas circunstâncias. Sem o 'Pirata' e o 'Chava' o ciclismo ficou sem escaladores de raça.
Falar do 'Chava' é fazê-lo de um ciclista diferente. Longe do conformismo e o excessivo planejamento da que fazem gala todos os corredores mais importantes do momento, Jiménez vivia por e para o espectáculo. Se tinha uma etapa de alta montanha e nela estava o 'Chava' merecia se sentar adiante do televisor porque o espectador sabia que ali ia passar algo emocionante.

## Polémica sobre a alcunha: Chava ou Chaba
Existe certa polémica a respeito da grafía da sua alcunha, conquanto a versão oficial, usada na  sua aldeia natal para o nome de uma rua e em sua história, parece ser com "v". Ainda que muitos atribuem a sua alcunha a um apócope de chabacano, mote pelo qual era conhecida a sua família na aldeia desde tempos do seu avô, parece ser que o ciclista preferia que se escrevesse com "v" para o diferenciar das conotaçẽs negativas do termo.

## Volta a Espanha
Participou pela primeira vez na rodada espanhola em 1996, finalizando 12.º na classificação geral e terminando quarto na 19.ª etapa. Em 1997, pouco depois da sua vitória no Campeonato nacional de fundo em estrada, Jiménez realizou a sua primeira grande participação na Volta. Ganhou a classificação da montanha e a 19.ª etapa, e foi segundo em outras duas. Terminou 21.º na classificação geral.
O seu melhor resultado na classificação geral conseguiu-o na Volta a Espanha de 1998, ao terminar terceiro por trás do seu colega Abraham Olano e de Fernando Escartín, primeiro e segundo respectivamente. Naquele mesmo ano, ganhou por segunda vez consecutiva a classificação da montanha, além de vencer nas etapas 6.ª, 11.ª, 12.ª e 16.ª, todas elas com final em alto.
O Chava não pôde repetir os mesmos resultados ao ano seguinte, apesar do qual terminou num meritório quinto posto na geral, além de repetir o triunfo na classificação da montanha. Assim mesmo, Jiménez resultou um dos protagonistas da 8.ª etapa, na qual se ascendeu pela primeira vez o duro porto de L'Angliru, e no que Jiménez conseguiu vencer depois de dar alcance durante a subida ao russo Pavel Tonkov.
Jiménez voltou a participar na Volta no ano 2001, conseguindo o seu quarto triunfo na classificação da montanha e o primeiro na classificação por pontos, consequência directa dos três triunfos de etapa conseguidos, nas jornadas 8.ª, 11.ª e 12.ª, todas finalizadas em alto. Também foi segundo em outra e duas vezes quarto.

## Giro de Itália e Tour de France
Participou em duas ocasiões no Giro d'Italia, nas edições de 1995 e 1999, conquanto não atingiu resultados destacáveis na classificação geral de nenhuma delas, sendo o seu melhor posto o 26.º conseguido em 1995. Em 1999, foi segundo na 8.ª etapa que acabava no Grande Sasso d'Itália (L'Aquila) por detrás unicamente do também falecido Marco Pantani. A sua primeira participação na volta francesa foi no Tour de France de 1996, no qual teve uma discreta participação. Em 1997 destacou mais, finalizando 8.º na classificação geral e chegando a ser quinto na 9.ª etapa.
Depois de abandonar em 16.ª etapa da edição de 1998, Jiménez teve outra boa actuação no Tour de France de 2000, onde foi segundo na 14.ª etapa e terceiro na 10.ª, conquanto na classificação geral só pôde ser 23.º.

## Palmarés
| - 1992 - Circuito Montanhês - 1994 - Volta à La Rioja, mais 1 etapa - Subida a Urkiola - Memorial Manuel Galera - 1 etapa da Volta a Cuenca - 1995 - Colorado Classic, mais 3 etapas - 2.º no Campeonato da Espanha em Estrada - 1 etapa da Volta à Catalunha - 1996 - Subida a Urkiola - 1997 - Campeonato da Espanha em Estrada - 1 etapa da Volta a Espanha, mais classificação da montanha - Volta à La Rioja, mais 1 etapa | - 1998 - 3.º na Volta a Espanha, mais 4 etapas e classificação da montanha - 1 etapa da Volta às Astúrias - 1 etapa da Dauphiné Libéré - 1999 - 1 etapa da Volta a Espanha, mais classificação da montanha - 2000 - Volta à Catalunha, mais 2 etapas - Clássica dos Alpes - 2001 - 3 etapas da Volta a Espanha, mais classificação por pontos e classificação da montanha |

## Resultados nas Grandes Voltas e Campeonatos do Mundo
Durante a sua carreira desportiva tem conseguido os seguintes postos nas Grandes Voltas e nos Campeonatos do Mundo em estrada:
| Carreira           | 1992 | 1993 | 1994 | 1995 | 1996 | 1997 | 1998 | 1999 | 2000 | 2001 | 2002 |
| ------------------ | ---- | ---- | ---- | ---- | ---- | ---- | ---- | ---- | ---- | ---- | ---- |
| Giro d'Italia      | -    | -    | -    | 26.º | -    | -    | -    | 33.º | -    | -    | -    |
| Tour de France     | -    | -    | -    | -    | 57.º | 8.º  | Ab.  | -    | 23.º | -    | -    |
| Volta a Espanha    | -    | -    | -    | -    | 12.º | 21.º | 3.º  | 5.º  | Ab.  | 17.º | -    |
| Mundial em Estrada | -    | -    | -    | 13.º | -    | -    | -    | -    | -    | -    | -    |

-: não participa

Ab.: abandono

## Equipas
- Banesto (1992-2000)
- ibanesto.com (2001-2002)